# Тюрьма округа Кук
Тюрьма округа Кук (англ. Cook County Jail) — главная тюрьма округа Кук и города Чикаго (штат Иллинойс). Занимая площадь в 96 акров (почти 39 гектаров), является одной из крупнейших тюрем США. Находится в ведении Управления исправительных учреждений округа Кук, которое подчиняется Офису шерифа округа Кук. В среднем одновременно в тюрьме находятся свыше 6 тыс. заключённых, а в год через неё проходят около 100 тыс. человек. В основном здесь содержатся арестованные до внесения залога или ожидающие решения суда, если им отказано в освобождении под залог.
После приговора суда большинство обитателей окружной тюрьмы переводятся в тюрьмы штата Иллинойс или в федеральные исправительные учреждения, однако некоторые остаются отбывать остаток срока заключения в одном из блоков тюрьмы округа Кук. Наряду с тюрьмами «Стейтвилл» (Крест-Хилл, округ Уилл) и «Менард» (Честер, округ Рэндольф), тюрьма округа Кук была местом проведения казней с помощью электрического стула. С 1928 по 1962 год в тюрьме было приведено в исполнение 67 смертных приговоров. Последним 24 августа 1962 года на электрическом стуле был казнён Джеймс Дюк.    

## География
Тюрьма округа Кук расположена в чикагском районе Саут-Лондейл. С востока тюремный комплекс ограничен улицей Саут-Калифорния-авеню, с запада — улицей Саут-Сакраменто-авеню, с севера — Западной 26-й стрит, с юга — Западной 31-й стрит. Со стороны Саут-Калифорния-авеню к тюрьме примыкают здания Криминального суда округа Кук, тюремной больницы имени Энтони Чермака и службы шерифа по делам подростков.

## История

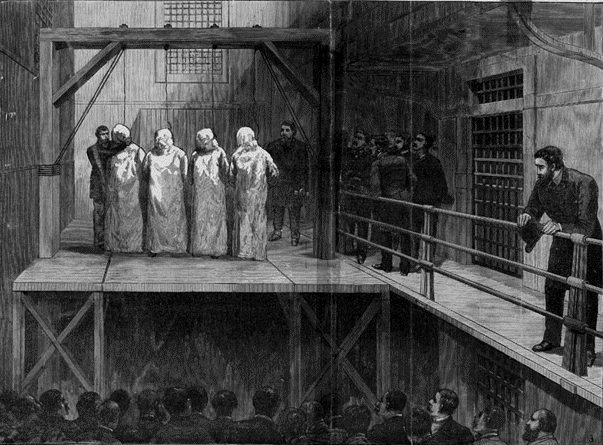
Казнь четверых анархистов в тюрьме округа Кук после бунта на Хеймаркет. 1887 год

Округ Кук был образован в 1831 году. В 1835 году в Чикаго были построены первые деревянные здания окружной тюрьмы и суда. Позже уже осуждённые преступники были переведены в тюрьму штата, а на Хаббарт-стрит власти округа построили более крупные здания суда и тюрьмы для преступников, ожидающих суда по обвинению в тяжких преступлениях. Преступники, арестованные в Чикаго за менее тяжкие преступления, содержались в тюрьмах городков Полк и Уэллс.
В 1871 году городскую тюрьму перенесли на угол 26-й стрит и Калифорния-авеню. Чикагский исправительный дом вмещал более 400 заключённых, причём дети содержались вместе со взрослыми мужчинами, и лишь женщин помещали в отдельный блок. 
Старая тюрьма на Хаббарт-стрит хотя и была отремонтирована, но всегда оставалась крайне переполненной. В 1920-х годах в ней содержалось вдвое больше заключённых, чем позволяла вместимость в 1200 человек. Хотя власти и не хотели переносить окружной суд и тюрьму из центра Чикаго, параллельно они начали развивать комплекс вокруг Чикагского исправительного дома на Калифорния-авеню. В обоих тюрьмах одновременно находилось около 3,2 тыс. заключённых.
В 1929 году открылась самая старая из сохранившихся частей окружной тюрьмы, известная сегодня как Подразделение I. В 1955 году был построен новый Исправительный дом Чикаго, рассчитанный на содержание 870 задержанных. В середине 1950-х в тюрьме округа Кук, которая имела вместимость 2,4 тыс. обитателей, нередко содержалось вдвое больше заключённых. Если в 1929 году лишь 7 % заключённых, осуждённых в округе Кук, оставались отбывать срок в окружной тюрьме, то в 1954 году этот показатель вырос до 60 %. Существенной проблемой являлись приговорённые к смертной казни, которых не переводили в тюрьмы штата. Ухудшение условий заключения и переполненность тюрем подтолкнули власти к реформирования уголовного судопроизводства и пенитенциарной системы округа Кук. 
В 1970 году Исправительный дом Чикаго был передан в ведение офиса окружного шерифа и объединён с Подразделением I, в результате чего были созданы Управление исправительных учреждений округа Кук и нынешнее Подразделение II (фактически в рамках Управления произошло слияние персонала и обитателей тюрем округа и города, ранее работавших автономно). 
В 1975 году открылось женское Подразделение IV, рассчитанное на 704 обитательницы. В 1979 году открылось мужское Подразделение VI, рассчитанное на 992 заключённых. В декабре 1992 года открылись мужское Подразделение IX, рассчитанное на 1 056 заключённых, и мужское Подразделение X, рассчитанное на 768 заключённых. В 1995 году открылось Подразделение XI, рассчитанное на содержание 1 536 заключённых-мужчин. В 2008 году Подразделение X максимального уровня безопасности было преобразовано в медицинско-психологический блок для содержания заключённых всех уровней. В ходе дальнейших реформ и преобразований Подразделение V перестало быть жилым блоком, Подразделения III И XVII были ликвидированы, а самое старое Подразделение I было выведено из эксплуатации.
По состоянию на 2008 год в тюрьме округа Кук, где содержалось 9,8 тыс. мужчин и женщин, имелось множество проблем и недочётов, в том числе в плане безопасности между заключёнными и персоналом, в плане предотвращения самоубийств, в плане санитарии, гигиены, медицинской и психиатрической помощи, пожарной безопасности. Заключённые жаловались на систематические избиения со стороны персонала, на агрессивные обыски, на плохую еду, на плохие бытовые условия из-за перенаселённости блоков, на укусы грызунов во сне, на плохое медицинское обслуживание и отсутствие лекарств, на изношенность коммуникаций и плохую вентиляцию.

## Структура
- Подразделение II имеет четыре отдельных трёхэтажных общежития, в том числе три мужских блока минимального и среднего уровня безопасности. В четвёртом общежитии, которое также имеет минимальный и средний уровень безопасности, содержатся мужчины с медицинскими и психическими проблемами[6].
- Подразделение IV имеет двухэтажный корпус, где содержатся женщины всех уровней безопасности. Также здесь расположен главный центр отдыха[6].
- Подразделение VI занимает двухэтажный корпус, где в отдельных крыльях минимального и среднего уровня безопасности содержатся мужчины, которым угрожают другие заключённые, а также мужчины, нарушившие дисциплину. Кроме того, здесь есть школьное крыло и крыло для наркозависимых[6].
- Подразделение VIII сформировано на базе корпусов бывшего Подразделения V.
- Подразделение IX имеет два трёхэтажных блока максимального уровня безопасности, где содержатся злостные нарушители режима, а также заключённые максимального уровня безопасности, которым угрожают другие заключённые[6].
- Подразделение X имеет четырёхэтажный корпус, где содержатся больные всех уровней безопасности, в том числе с острым психозом[6].
- Подразделение XI имеет центральное ядро, окружённое четырьмя блоками среднего уровня безопасности[6][9].
- Подразделение внешних операций отвечает за охрану внешнего периметра тюрьмы, за перевозку заключённых в городскую больницу, за подавление беспорядков и кинологический центр тюрьмы[6].

### Недействующие объекты
- Подразделение I имеет четырёхэтажное здание, разделённое на восемь блоков максимального уровня безопасности, где могут содержаться 1 250 мужчин[6].
- Подразделение III ранее использовалось для содержания заключённых минимального и среднего уровня безопасности во время разгрузки переполненных основных корпусов, а также для изолирования от основной массы заключённых отдельных категорий (членов тюремных банд и ветеранов)[6].

## Программы и услуги
В тюрьме округа Кук имеются служба, обрабатывающая все жалобы и запросы заключённых, юридическая и публичная библиотеки, реабилитационные программы (религиозные и образовательные, а также йога, шахматы, кулинарные курсы, живопись, работа в саду и оранжерее), отдел помощи ветеранам, отдел помощи наркозависимым, алкоголикам и людям с психическими расстройствами, сектор свиданий с родственниками, отдел, занимающийся передачами и денежными переводами заключённым.
Для разгрузки тюрьмы существует несколько программ: ношение электронного браслета до суда, общественные работы для несовершеннолетних вместо содержания под стражей.

## Контингент
В окружной тюрьме нередко происходят драки между представителями различных группировок, а также нападения заключённых на сотрудников тюрьмы. В тюрьме округа Кук имеются устойчивые ячейки крупнейших тюремных альянсов (Folk Nation, People Nation, Black Guerrilla Family, Aryan Brotherhood, Nazi Lowriders, Mexican Mafia и Ñetas), а также почти всех крупнейших уличных банд Чикаго, особенно афроамериканских (Almighty Black P. Stone Nation, Gangster Disciples, Almighty Vice Lord Nation, Four Corner Hustlers, Black Disciples, Mickey Cobras), латиноамериканских (Latin Kings, Maniac Latin Disciples, La Raza Nation, Spanish Gangster Disciples, Latin Eagles, Spanish Cobras) и белых (Simon City Royals).

## Известные заключённые
В разное время в тюрьме округа Кук содержались боссы чикагской мафии Аль Капоне (1899—1947), Фрэнк Нитти (1886—1943) и Тони Аккардо (1906—1992), главари чёрных уличных банд Джефф Форт (1947) и Лэрри Гувер (1950), знаменитые убийцы Ричард Спек (1941—1991) и Джон Уэйн Гейси (1942—1994), а также члены Чикагской семёрки.

## В культуре
Тюрьма округа Кук присутствует как место действия в книге «Родной сын» (1940) афроамериканского писателя Ричарда Натаниэля Райта, в мюзикле «Чикаго» (1975), в экранизации «Чикаго» (2002), в эпизодах телесериалов «Пожарные Чикаго» и «Лучше звоните Солу». Герой Дэна Эйкройда упоминает тюрьму округа Кук в эпизоде фильма «Братья Блюз».
В 1970 году Би Би Кинг провёл в тюрьме округа Кук живой концерт для заключённых. Результатом стал вышедший в 1971 году концертный альбом «Live in Cook County Jail», включённый в 500 величайших альбомов всех времён по версии журнала Rolling Stone. В 1972 году был записан и в 1973 году вышел концертный альбом Джимми МакГриффа и Лаки Томпсона «Concert: Friday the 13th – Cook County Jail».
В песне «My Long Walk to Jail» из альбома «The Amalgamut» (2002) группы Filter использован входящий звонок из тюрьмы округа Кук.